# Jacques Nompar de Caumont
Jacques Nompar de Caumont (* 30. Oktober 1558; † 10. Mai 1652) war Seigneur, Marquis, 1. Herzog von La Force, Pair von Frankreich, außerdem Gouverneur von Béarn, Vizekönig von Navarra unter König Heinrich IV. sowie Maréchal de France unter König Ludwig XIII. Er hinterließ umfangreiche Memoiren.

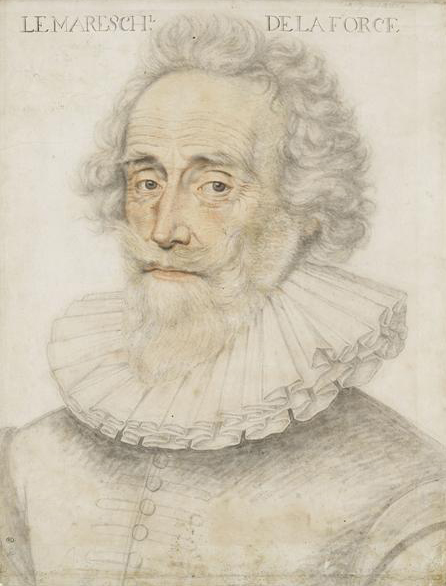
Jacques Nompar de Caumont la Force

## Leben

### Die Bartholomäusnacht und die Familie de Caumont
Sein Vater, sein ältester Bruder und andere Mitglieder der Familie de Caumont kamen nach Paris, um an der Hochzeit von Heinrich von Navarra mit Margarete von Valois teilzunehmen. Sie wohnten in der Rue de Seine im Vorort Saint-Germain-des-Près. Als Protestanten zählten sie zu den Personen, die während des Massakers der Bartholomäusnacht insgeheim beseitigt werden sollten. Die von den Soldaten festgesetzte Zeit zum Eindringen in den Faubourg Saint-Germain-des-Près und zum Beginn der Aktion war so weit gesteckt, dass einige der Protestanten entkommen konnten, so Jean II de Ferrières, Seigneur de Maligny und Vidame de Chartres, Gabriel de Lorges, Comte de Montgomery, der Heinrich II. bei einem Jagdunfall tödlich verletzt hatte, und auch sein Onkel Geoffroy de Caumont. Da sein ältester Sohn krank war, verzichtete François de Caumont mit seinen Angehörigen darauf, die Flucht zu ergreifen. Sie blieben zunächst unbehelligt, wurden jedoch am folgenden Dienstag von einem Trupp Soldaten unter dem Comte de Coconat in der Rue des Petits-Champs ergriffen und niedergemetzelt. Jaques stellte sich tot, wobei es ihm half, dass er von den Körpern seines Vaters und seines Bruders gedeckt wurde. Blutüberströmt wurde er von einem Jeu de paume Spieler gerettet und zu seiner Tante, der Protestantin Jeanne de Gontaut, Schwester von Maréchal Armand de Gontaut, seigneur de Biron gebracht. Letzterer, der nur ein oberflächlicher Katholik war, versteckte Jaques in der Bibliothek des Arsenals.
La Force blieb Henri de Navarre sein ganzes Leben lang treu ergeben. Er befand sich in der königlichen Karosse, als Heinrich am 14. Mai 1610 von François Ravaillac ermordet wurde.

### Militärische Karriere
Nach der Bartholomäusnacht trat Caumont in den Dienst des Königs von Navarra, unter dessen besonderem Schutz er stand. Er begleitete ihn auf seinen Feldzügen und erhielt, auf Grund seiner unerschütterlichen Loyalität, 1588 eine wichtige Funktion in der Verwaltung seiner Heimatregion Périgord übertragen.
Zwischen 1590 und 1592 (Achter Hugenottenkrieg) nahm er an den Belagerungen von Paris, Chartres und Rouen teil. Am 1. März 1593 wurde er Gouverneur und Lieutenant-général von Béarn und Navarra.
Im Jahre 1621, während der Ersten Hugenottenrevolution, verteidigte er gemeinsam mit seinen Söhnen Jean de Caumont de la Force, Marquis de Montpouillan und Henri Nompar de Caumont, Marquis de Castelnau, Duc de la Force, erfolgreich Montauban gegen die Belagerung durch Ludwig XIII.
Nachdem er 1622 das von ihm kommandierte Sainte-Foy-la-Grande nach kurzer Belagerung kampflos an die Truppen des Königs übergeben hatte, wurde er dafür mit der Charge eines Capitaine des Gardes und dem Rang eines Maréchal de France belohnt. 1637 wurde er zum Herzog und Pair von Frankreich erhoben. Zusammen mit seinem Sohn Armand Nompar nahm er aktiv an den Kriegen von Ludwig XIII. und Kardinal Richelieu teil.
Mit 76 Jahren eroberte er die, von Antoine de Choiseul d’Ische verteidigte, Festung La Mothe, wobei d’Ische ums Leben kam.
Jacques Nompar de Caumont starb am 10. Mai 1652 im Alter von 94 Jahren auf seinem Schloss „La Force“ an der Dordogne.

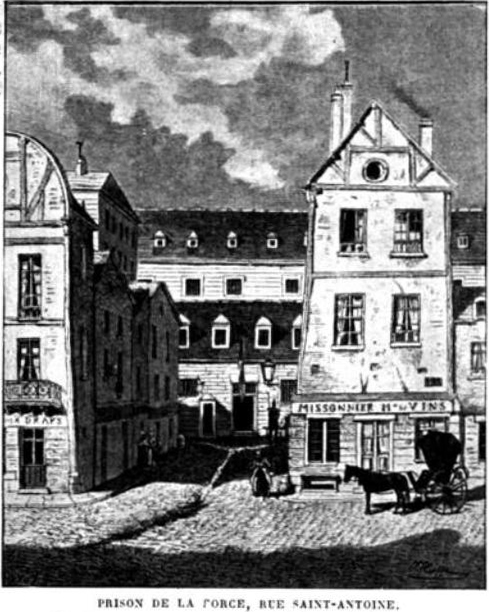
Das Prison de la Force (im Hintergrund)

Sein Haus in Paris wurde später zum Gefängnis umfunktioniert und diente als solches unter dem Namen „Prison de la Force“ von 1780 bis 1845.

## Familie
Jacques Nompar de Caumont war der Sohn von François de Caumont, Seigneur de Castelnau und der Philippa de Beaupoil.
Am 5. Februar 1577 heiratete er Charlotte de Gontaut-Biron, Tochter des Maréchal Armand de Gontaut-Biron und seiner Frau Jeanne, Dame d’Ornesan. Letztere starb im Juni 1635. nachdem sie 10 Kindern das Leben geschenkt hatte.
1. Armand Nompar de Caumont, Marquis, dann Duc de la Force, * vor 1580, Maréchal de France, † 1675.
2. Jean Nompar de Caumont, Duc de la Force, Marquis de Montpouillan, * 1581, † 1621. Er nahm an der Belagerung von  Montauban und der Belagerung von Tonneins teil, bei letzterer kam er zu Tode.
3. Henri Nompar de Caumont, Duc de la Force, Marquis de Castelnau, * 1582, † 1678. Er nahm an der Belagerung von  Montauban teil.
4. Jacques Nompar de Caumont, Seigneur de Mas-Durand[7].
5. Charles Nompar de Caumont, Seigneur de Mas-Durand.
6. Pierre Nompar de Caumont, Baron d’Eymet.
7. Jean Jacob Nompar de Caumont, Marquis de Tonneins.
8. François Nompar de Caumont, Marquis de Castelmoron, Seigneur de Montpouillan, Maréchal de camp, Gouverneur von Béarn, Gouverneur des Fürstentums de Montbéliard und der Grafschaft Belfort.
9. Jacqueline Nompar de Caumont.
10. Isabelle Nompar de Caumont.